# Harry Friebel

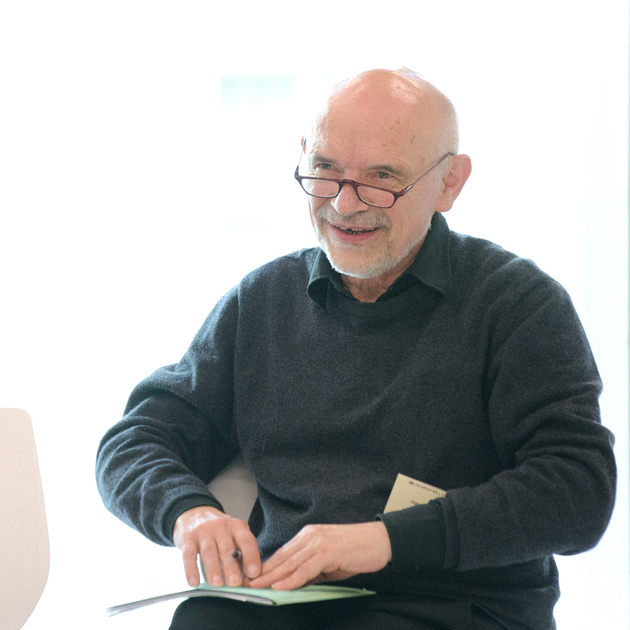
Harry Friebel (2011)

Harry Friebel (* 1943 in Insterburg) ist ein deutscher Soziologe.

## Leben
Nach der Promotion zum Dr. phil. 1975 an der Universität Bremen lehrte Friebel von 1995 bis 2005 als Professor an der Hochschule für Wirtschaft und Politik und von 2006 bis 2009 als Professor für Soziologie an der Universität Hamburg. 2009 trat er in den Ruhestand.
Seine Forschungsschwerpunkte sind Bildungs- und Sozialisationstheorie, Weiterbildung, Biographieforschung, Geschlechterverhältnisse, Gender- und Männerforschung und empirische Methoden.

## Schriften (Auswahl)
- Lernkapazität des Individuums – Lernmilieu der Gesellschaft. Konzepte und Theorien zur psychischen und sozialen Determination des Lernens. Westdeutscher Verlag, Opladen 1977, ISBN 3-531-21408-X.
- Initiativ- und Aktionsgruppen. Zur Theorie und Praxis von Selbsterfahrung und politischer Aktion. Am Beispiel Kinderläden. Kiepenheuer & Witsch, Köln 1977, ISBN 3-462-1236-3.
- Die Gewalt, die Männer macht. Lese- und Handbuch zur Geschlechterfrage. Rowohlt, Reinbek 1991, ISBN 3-499-18267-X.
- Die Kinder der Bildungsexpansion und das „lebenslange Lernen“.  ZIEL, Augsburg 2008, ISBN 978-3-940562-13-5.
- An den Nationalsozialismus erinnern. Entwicklung der Erinnerungskultur und zukünftige Perspektiven. Ein Essay. Verlag Barbara Budrich, Opladen/Berlin 2023, ISBN 978-3-8474-2739-1.